# Зачётный препод 3
«Зачётный препод 3» (оригинальное название — искаж. нем. Fack ju Göhte 3 («Пошёл ты, Гёте 3») — немецкая кинокомедия режиссёра Боры Дагтекина. Премьера фильма состоялась 22 октября 2017 года в Мюнхене, а общенациональный релиз — 26 октября 2017 года. Является продолжением фильма «Зачётный препод 2» и финальной частью трилогии.

## Сюжет
Действия фильма разворачиваются спустя некоторое время после возвращения класса из Таиланда. Зэк Мюллер расстался с Люси, которая теперь живёт в Лондоне. У 10-го «Б» близятся выпускные экзамены, к которым они не готовы и не хотят готовиться. Мюллеру приходится заставить ребят поверить в себя.

## В ролях
- Элиас М’Барек — Зэк Мюллер
- Йелла Хаазе — Шанталь
- Сандра Хюллер — Бигги Энцбергер
- Катя Риман — директор Гудрун Герстер
- Макс фон дер Грёбен — Дангер
- Гизем Эмре — Зейнеп
- Юлия Дитце — Ангелика

## Разработка
В январе 2017 года на мероприятии, организованном продюсерской компанией Constantin Film , Элиас М’Барек объявил, что третий фильм запланирован к выпуску на 26 октября 2017 года. Бора Дагтекин вновь выступит в роли режиссёра и сценариста, а в фильме будет весь актёрский состав из первых частей. В пресс-релизе от Constantin Film было официально объявлено о том, что М’Барек, Каролина Херфурт, Йелла Хаазе, Макс фон дер Грёбен, Катя Риманн и Уши Глас будут в своих ролях с первых частей. Дагтекин сказал: «Секрет успеха фильма заключается в персонажах, поэтому я очень рад, что весь блестящий актёрский состав вернулся. Мы усиленно работали над сценарием для того, чтобы трилогия завершилась так же, как и началась: с большим сердцем, неполиткорректным весельем и насмешливым взглядом на школьные годы, по другому здесь быть не могло. Причина в том, что Хейрфрут [готовит] свой следующий режиссёрский проект и поэтому [нужно] время». Впоследствии Каролина Херфурт выбыла из проекта из-за конфликтов в расписании и была заменена на Сандру Хюллер, сыгравшую аналогичную роль.

### Съёмки
Съёмки начались в марте 2017 года. Местами съемок были различные школы Мюнхена и его окрестностей. Первые сцены снимались в спортзале средней школы в Кирххайме. После этой школы последовало несколько дней съемок в Lise-Meitner-Gymnasium Unterhaching, где уже были отсняты предыдущие части фильма. Некоторые сцены также снимались в гимназии Вернера-фон-Сименса в Нойперлахе. Съёмки закончились в июле 2017 года.
В сцене, в которой Шанталь каталась на велосипеде по парку, также приняли участие игроки «Баварии Мюнхен» того времени: Йозуа Киммих, Давид Алаба и Матс Хуммельс.

## Восприятие
Фильм получил неоднозначные отзывы критиков.

### Награды и номинации
- 2017: Золотой экран[10]
- 2017: Box Office Germany Award in Platin[11]
- 2018: Баварская кинопремия 2017 в категории зрительских симпатий
- 2018: Nickelodeon Kids’ Choice Awards в категории любимый актёрский состав
- 2018: Jupiter Award в категории Лучший национальный фильм
- 2018: Deutscher Filmpreis 2018 в категории самый посещаемый немецкий фильм года